# Ambassade du Tchad aux États-Unis
L'ambassade du Tchad aux États-Unis est la représentation diplomatique de la république du Tchad auprès des États-Unis d'Amérique. Elle est située à Washington, D.C., la capitale du pays, dans le quartier d'Embassy Row.
Entre 1969 et 2002, avant d'être acheté par le Gouvernement du Tchad en 2008, le bâtiment était l'ambassade de Malaisie. Après quatre mois de travaux de rénovation, les employés de l'ambassade du Tchad quittent l'ancien bâtiment du 2002 R Street NW pour y emménager.
L'ambassadeur actuel est KITOKO GATA NGOULOU.